# Semn monetar
Un semn monetar (sau simbol monetar, semn/simbol valutar) este un simbol grafic utilizat ca prescurtare pentru denumirile monedelor, în special referindu-se la cantitatea de bani.

## Design
Semnele monetare vechi au evoluat lent, de multe ori de la monede anterioare. Semnul dolarului și al peso-ului au provenit de la marca folosită pentru a desemna real de a ocho spaniol, în timp ce simbolul lirei a evoluat de la L ce semnifică unitatea de măsură livră.

## Lista semnelor monetare circulante în prezent
| Simbol | Denumire | Utilizare |
| ------ | --- | --- |
| ¤      | Semnul valutar generic | Utilizat când semnul corespunzător nu este disponibil |
| ؋      | Afghani afganez | |
| Ar     | Ariary malagaș | |
| ฿      | Baht thailandez | |
| B/.    | Balboa panamanian | |
| Br     | Birr etiopian Rublă belarusă | |
| Bs.    | Bolívar venezuelan Boliviano bolivian | Bolívar uneori Bs.F. |
| Bs.F.  | Bolívar venezuelan | De obicei Bs. |
| GH¢    | Cedi ghanez | |
| ¢      | Cent, centavo, &c. | Subdiviziune centezimală a unor monede ca dolar american, dolar canadian, și Peso mexican Vezi și c |
| c      | Cent &c. variant | Diviziune a monetelor dolar australian, dolar neo-zeelandez, rand sud-african, Euro. Vezi și ¢ |
| ct     | Centas lituanian | Diviziune centezimală pentru litas lituanian |
| Ch.    | Chhertum bhutanez | Diviziune centezimală pentru ngultrum bhutanez |
| ₡      | Colón Costa Rican | Utilizat și pentru Colón Salvadorian |
| D      | Dalasi gambian | |
| ден    | Denar macedonian | Forma latină: DEN |
| دج     | Dinar algerian | Forma latină: DA |
| .د.ب   | Dinar de Bahrain | Forma latină: BD |
| د.ع    | Dinar irakian | |
| JD     | Dinar iordanian | |
| د.ك    | Dinar kuwaitian | Forma latină: K.D. |
| ل.د    | Dinar libian | Forma latină: LD |
| дин    | Dinar sârb | Forma latină: din. |
| د.ت    | Dinar tunisian | Forma latină: DT |
| د.م.   | Dirham marocan | Forme latine: DH sau Dhs |
| د.إ    | Dirham de Emiratele Arabe Unite | Forma latină: DH sau Dhs |
| Db     | Dobra de São Tomé și Príncipe | |
| $      | Dolari: Australian (A$), Bahamian (B$), Barbadian (Bds$), Belizean (BZ$), Bermudian (BD$), din Brunei (B$), Canadian (CA$), de Insulele Cayman (CI$), est-caraibean (EC$), Fijian (FJ$), Guyanez (G$), Hong Kong (HK$/元/圓), Jamaican (J$), Kiribati, Liberian (L$ sau LD$), Namibian (N$), Neozeelandez (NZ$), Singaporean (S$), din Insulele Solomon (SI$), Surinamez (SRD), Taiwanez (NT$/元/圓), din Trinidad și Tobago (TT$), Tuvaluan, SUA (US$), și Zimbabwean (Z$) Peso argentinian, Chilean (CLP$), Peso columbian (COL$), Peso cubanez ($MN), Peso cubanez convertibil (CUC$), Peso dominican (RD$), Peso mexican (Mex$) și Peso uruguayan ($U) Córdoba nicaraguan (C$) Real brazilian (R$) Tongan paʻanga | Poate apărea cu una sau două linii, ambele având același unicode. Dolarii de Kiribati și Tuvalu sunt raportați 1:1 cu dolarul australian. Dolarii de Brunei sunt raportați 1:1 cu dolarii singaporezi. Vezi și MOP$ și WS$ |
| ₫      | Dồng vietnamez | |
| D3     | Dram armean | |
| Esc    | Escudo de Cape Verde | De asemenea, și cifrão: {\displaystyle \mathrm {S} \!\!\!\Vert } |
| €      | Euro | Zona euro, + Vatican, San Marino și Monaco |
| ƒ      | Florin aruban (Afl.) Gulden de Antilele Olandeze (NAƒ) | |
| Ft     | Forint maghiar | |
| FBu    | Franc burundez | |
| FCFA   | Franc CFA central-african | Și CFA Raportat 1:1 cu francul CFA vest-african |
| ₣      | franci: Comorian (CF), Congolez (CF), Djiboutian (Fdj/DF), Guinean (FG/G₣) and Elvețian (S₣) | Și F și Fr. |
| FRw    | Franc de Rwanda | Posibil și RF and R₣ |
| CFA    | Franc CFA vest-african | Raportat 1:1 cu francul CFA central-african |
| G      | Gourde haitian | |
| gr     | Groș polonez | Diviziune centezimală pentru złoty |
| ₲      | Guaraní paraguayian | Or |
| h      | haléř ceh | Diviziune centezimală pentru koruna |
| ₴      | hrivnă ucraineană / Grivnă | |
| ₭      | Kip laoțian | Or ₭N |
| Kč     | Coroană cehă | |
| kr     | daneză (Dkr) și Coroană norvegiană Coroană suedeză Coroana feroeză și islandeză (Íkr) | Króna feroeză raportată 1:1 cu coroana daneză, ":-" este utilizat ca simbol alternativ pentru coroana suedeză, ",-" este utilizat ca simbol alternativ pentru coroana norvegiană.                                          |
| kn     | kuna croată | |
| MK     | Kwacha de Malawi | |
| ZK     | Kwacha de Zambia | |
| Kz     | Kwanza de Angola | |
| K      | Kyat Kina | |
| ლ      | Lari georgian | |
| Ls     | Lat leton | |
| L      | Lek albanez Lempira hondurană | Utilizat și ca simbol pentru 1 loti de Lesotho și 1 lilangeni Swazi Rar utilizat pentru liră sterlină £ |
| Le     | Leone din Sierra Leone | |
| E      | Lilangeni din Swaziland | Simbol bazat pe forma de plural "emalangeni. " Pentru 1 lilageni se folosește simbolul L |
| lp     | Lipa croat | A suta parte dintr-o kuna. |
| TL     | Liră turcească | |
| Lt     | Litas lituanian | |
| M      | Loti de Lesotho | Simbol bazat pe forma de plural "maloti. " Pentru 1 loti se folosește simbolul L |
| M2     | Manat azer | Și m. și man. |
| КМ     | Marcă bosniacă convertibilă | Forma latină: KM |
| MT     | Metical mozambican | Și MTn |
| ₥      | Mill, mil, &.c | O subdiviziune (1/1000) rar utilizată pentru dolar SUA și alte monede. |
| Nfk    | Nafka rritreană | Și Nfa |
| ₦      | Naira nigeriană | |
| Nu.    | Ngultrum bhutanez | |
| UM     | Uuguiya de Mauritania | |
| MOP$   | Pataca de Macao | Și 圓 și 元 |
| ₱      | Peso filipinez | Și P, PhP, și P |
| £      | Lire: Liră sterlină, din Insulele Falkland (FK£), din Gibraltar, Libaneză (LL), din Insula Man, din Sfânta Elena, Sudaneză și Siriană (LS) | Și ₤ și L |
| ج.م.   | Liră egipteană | Forma latină: L.E. Rarely £E or E£ |
| P      | Pula botswaneză | |
| Q      | Quetzal de Guatemala | |
| q      | Qindarkë albanian | Diviziune centezimală pentru lek. |
| Pt.    | Qirsh egiptean | Diviziune centezimală pentru lira egipteană. |
| R      | Rand sud-african | |
| R$     | Real brazilian | De asemena, și cifrão: {\displaystyle \mathrm {S} \!\!\!\Vert } |
| ريال   | Rial iranian | Transliterare pentru "rial," o monedă folosită și de alte națiuni. |
| ر.ع.   | Rial omanez | |
| ر.ق    | Rial qatarian | Forma latină: QR |
| ر.س    | Rial saudit | Forma latină: SR. Și: ریال |
| ៛      | Riel cambodgian | |
| RM     | Ringgit malaezian | |
| р.     | Liră sterlină &c. pennies Rubla transnistreană | În prezent, penny (plural: pennies) este o diviziune centezimală pentru liră sterlină. |
| Rf.    | Rupie maldiviană | Și MRf., MVR și .ރ |
| ₹(₹)   | Rupie indiană | Unicode: ₹ |
| ₨      | Rupie mauritiană, Nepaleză (N₨/रू.), Pakistaneză și Srilankeză (SLRs/රු) | |
| SRe    | Rupie seychelleză | Și SR |
| Rp     | Rupie indoneziană | |
| s      | Lats letonian | Diviziune centezimală pentru lats. |
| ₪      | Shekel israelian | |
| Ksh    | Șiling kenyan | Și KSh |
| Sh.So. | Șiling somalez | |
| USh    | Șiling ugandez | |
| S/.    | Nuevo Sol peruan | |
| SDR    | Drepturi speciale de tragere | |
| лв     | Leva bulgărească | |
| сом    | Som kârgâz | |
| ৳      | Taka de Bangladesh | Și Tk |
| WS$    | Tala samoan | Simbol bazat pe numele anterior "West Samoan tala." (tala vest-samoan) Și T , ST. Vezi și $ |
| T      | Tenge de Kazakhstan | Unicode: ₸ |
| ₮      | Tögrög mongolian | |
| VT     | Vatu de Vanuatu | |
| ₩      | Won nord-coreean și sud-corean | |
| ¥      | Yen japonez (円/圓) Yuan renminbi (元/圆) | Utilizat cu una și două linii tranversale. 元 este utilizat și pentru pataca de Macao și pentru dolarii de Hong Kong și Taiwan.                                                                                            |
| zł     | Zlot polonez | |

## Lista semnelor valutare istorice
- ₳ austral argentinian
- ₢ Cr$ cruzeiro brazilian
- ₰ pfennig german
- DM marcă germană din Germania de Est (1948-1964)
- DM marcă germană din Germania de Vest (1948-2001)
- ₯ drahmă grecească
- ƒ gulden olandez
- ₣ franc francez
- ₤ liră italiană, liră sanmarineză, etc.
- Lm liră malteză
- Kčs coroană cehoslovacă
- ℳ marcă germană (1875-1923)
- mk marcă finlandeză
- $ escudo portughez
- ₧ pesetă spaniolă
- Sk coroană slovacă

## Vezi și
- Lista monedelor